# Vallssjön
Vallssjön är en sjö i Ockelbo kommun i Gästrikland och ingår i Testeboåns huvudavrinningsområde. Sjön har en area på 0,862 kvadratkilometer och ligger 97,4 meter över havet. Sjön avvattnas av vattendraget Testeboån (Grannäsån).

## Delavrinningsområde
Vallssjön ingår i det delavrinningsområde (675705-154255) som SMHI kallar för Utloppet av Vallsjön. Medelhöjden är 147 meter över havet och ytan är 11,12 kvadratkilometer. Räknas de 125 avrinningsområdena uppströms in blir den ackumulerade arean 671,67 kvadratkilometer. Avrinningsområdets utflöde Testeboån (Grannäsån) mynnar i havet. Avrinningsområdet består mestadels av skog (71 procent). Avrinningsområdet har 0,84 kvadratkilometer vattenytor vilket ger det en sjöprocent på 7,6 procent. Bebyggelsen i området täcker en yta av 0,21 kvadratkilometer eller 2 procent av avrinningsområdet.